# 安德烈·韦塞尔斯
安德烈·韦塞尔斯（德語：André Weßels，1981年10月21日—），德国男子击剑运动员。他曾代表德国参加2004年和2012年夏季奥林匹克运动会击剑比赛，其中2012年奥运会获得一枚铜牌。